# Love O2O (filme)
Love O2O é um romance chinês de 2016 dirigido por Zhao Tianyu e estrelado por Angelababy e Jing Boran. Ele é baseado no livro de mesmo nome de Gu Man, e foi lançado na China em 12 de agosto de 2016.

## Enredo
Xiao Nai é um especialista em jogos, e também é o aluno mais popular da universidade. Um dia, ele se depara com a deusa do campus, Bei Weiwei, e foi amor à primeira vista. No entanto, não foi a aparência de Weiwei que ele notou, mas seu domínio de habilidade do jogo de RPG online que ambos jogavam. Agora, Xiao Nai deve usar suas habilidades tanto na vida real quanto online para capturar o coração de Weiwei. Mas o amor deles tem EXP para ter sucesso, ou esse relacionamento nunca subirá de nível?

## Elenco
- Jing Boran como Xiao Nai[1]
- Angelababy como Bei Weiwei
- Bai Yu como Zhenshui Wuxiang/Cao Guang
- Tan Songyun como Er Xi
- Cheng Yi como Si Si
- Janice Wu como Xiao Ling
- Li Qin como Meng Yiran
- Li Xian como Yu Banshan
- Wang Zijie como Hao Mei
- Li Jiuxiao como Qiu Yonghou
- Liuxun Zimo como KO
- Chen Mengqin como Xiaoyu Yaoyao
- Du Bella como Diemeng Weixing
- Pang Hanchen como Zhan Tianxia
- Songxin Jiayi como Xiaoyu Mianmian
- Yi Na como Xiaoyu Qingqing
- Wang Sicong como ele mesmo

O filme arrecadou US$18.2 milhões no fim de semana de estreia na China. Ele arrecadou um total de CN¥275.5 milhões na bilheteria chinesa, e US$39,96 milhões  todo o mundo.